# Scolicia

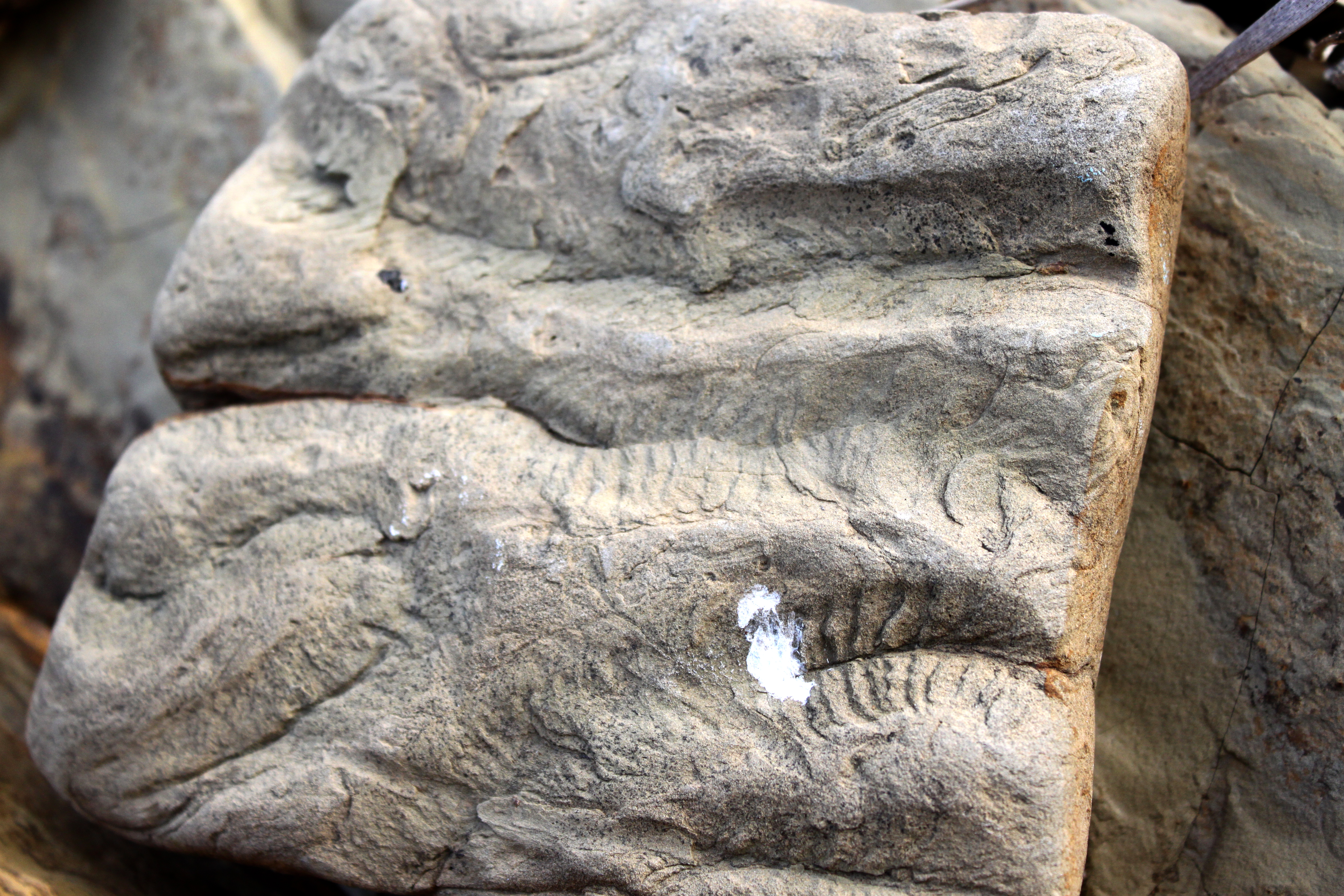
Scolicia en la Punta de San García, España. Complejos del Campo de Gibraltar, Unidad de Algeciras (Oligoceno-Mioceno).

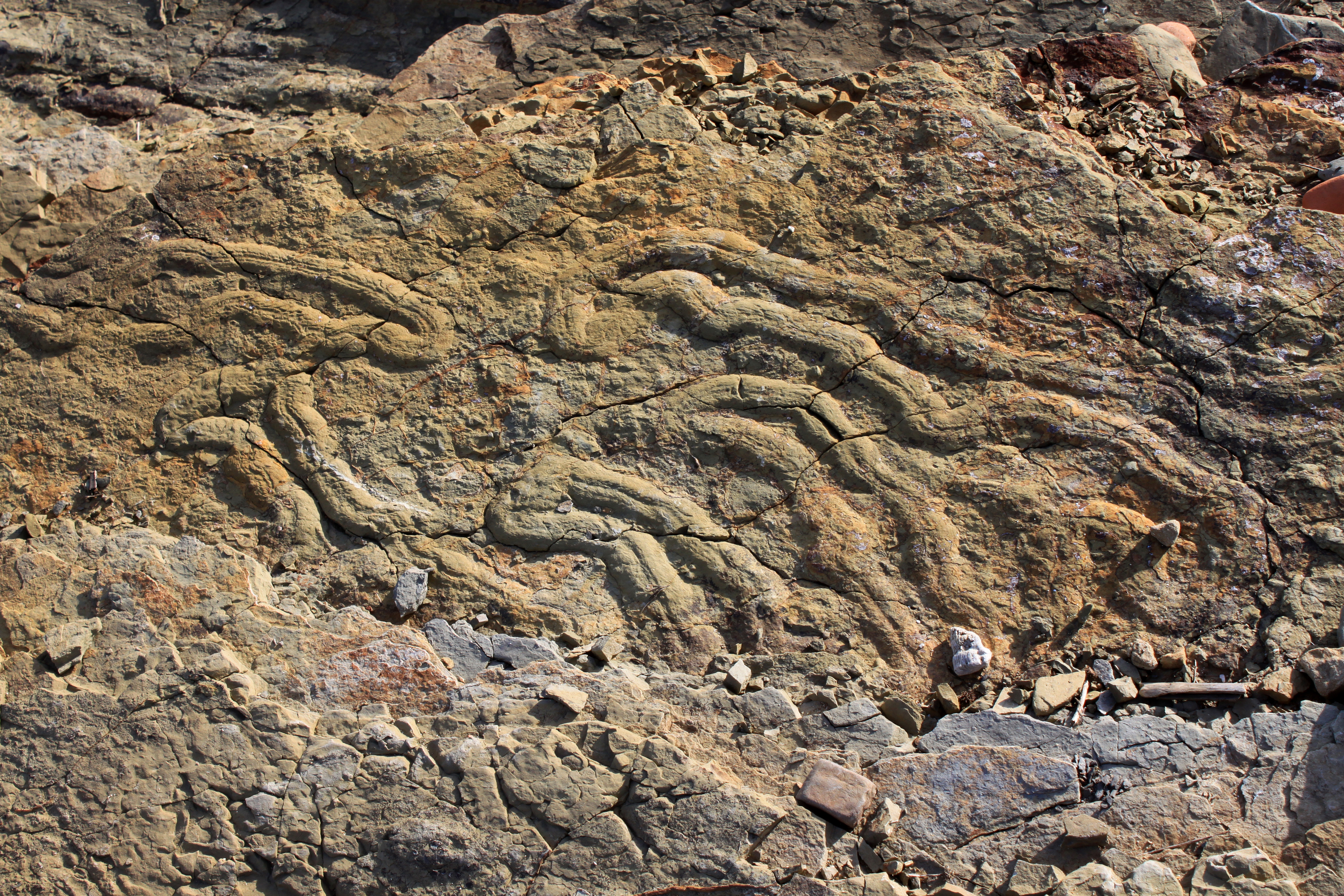
Scolicia del tipo Subphyllochorda en la misma localización.

Scolicia de Quartrefages, 1849 es un paragénero de icnofósiles presente en rocas sedimentarias de facies marina (del litoral a zonas marinas profundas), lacustre y fluvial. Estas trazas fósiles aparecen en un amplio rango temporal, desde el Cámbrico hasta la actualidad. 
Las trazas de Scolicia aparecen como rastros escasamente curvados a profundamente meandriformes con simetría bilateral de entre 1 y 5 centímetros de anchura. El rastro está formado por dos franjas paralelas e idénticas en anchura con ribeteado trasversal de ornamentación variable y más omenos evidente y una acanaladura centra.
Aunque el término Scolicia es el más común para este tipo de rastros en algunas ocasiones, cuando el ribeteado trasversal no es muy evidente, se utiliza para la impresión positiva (epirelieve) el término Palaeobullia y para el negativo (hiporelieve) Subphyllochorda. Siendo de por sí estos dos términos icnogéneros válidos.
Se trata de trazas fósiles muy comunes realizadas por diferentes grupos animales en su desplazamiento sobre el fango del fondo marino, bajo la arena o en la zona de transición entre una y otra zona. Cuando estos rastros no presentan el ribeteado trasversal su realización suele asignarse a miembros de varios grupos de gasterópodos y crustáceos. En los rastros del periodo Cretácico en adelante comienza a aparecer el ribeteado trasversal de las franjas laterales, en estos casos la formación de las marcas se asignan a diferentes especies de espatángidos u otros grupos de equinoides.